# Oncidium pentadactylon
Oncidium pentadactylon är en orkidéart som beskrevs av John Lindley. Oncidium pentadactylon ingår i släktet Oncidium och familjen orkidéer. Inga underarter finns listade i Catalogue of Life.